# 壁宿增五
飛馬座85，又名BD+26 4734，HD 224930、SAO 91669、HR 9088，是飛馬座的一颗恒星，视星等为5.75，位于銀經109.6，銀緯-34.5，其B1900.0坐标为赤經23h 56m 56.7s，赤緯+26° -34.5′ 10″。